# Улус Берке
Улус Берке — племінне адміністративне державне утворення у Золотій Орді в 13-15 сторіччях у Волзько-Донському межиріччі, що було наділено брату Батия Берке. Адміністративним центром улусу вважається золотоординське місто Маджар.

## Домонгольські кочовики
Половці заселяють надкаспійські, передкавказькі степи у сточищах річок Сал, Манич й Куми у 12 сторіччі, що було пов'язано з перекочівлям орди хана Отака, сина Шарукана у передкавказькі степи — «в Обези». Саме до 12-го й початок 13-го сторіччя відносяться більша частина курганів цієї частини Половецького степу.
1221 року половці передкавказьких степів уперше стикнулися з монгольським військом Джебе-нойона.

## Монгольська доба
Після остаточного підкорення половців цей край стає улусом Берке, брата Бату, що належав до правого крила Золотої Орди.

### Географія краю улусу
Для зимових пасовищ кочовики улусу користувалися розташованим на південний схід напівпустелею надкаспійської низовини, та землями на сході біля дельти Волги. Зимові пасовиська золотоординці називали «чорними землями» або «чорними пісками». У дастані 15 сторіччя «Ідегей» «чорні піски» протистоять літнім пасовиськам — «адир». Назва «чорні піски» для північно-західних надкаспійських степів підтверджується з відомостей про пізніших кочовиків цього краю. Так у 16 сторіччі тутешні ногаї Казиєва улуса, що кочували між Астраханню та Азовом зимували у «Каракуми» — «чорні піски». Потім, тутешні калмики називали ці землі Хара-газар (Чорні землі), що не вкривалися взимку снігом. Берівські бугри, — південний край Прикаспійської низовини, також використовувався калмиками для зимових стійбищ Казахи поділяли пасовиська: на осінньо-літні твердогрунтові «каткил» («твердий ґрунт», ковиловий й полинний степ, солончак) й зимові м'якогрунтові «кунгир» («м'який ґрунт», піски, очеретові й лукові місцевості). Землі біля дельти Волги були багаті на очерет та чакан, що використовувалися для будівництва та палива.

### Маджар
Адміністративним центром улусу, ймовірно стало середньовічне місто Маджар, що відомо з 8 сторіччя. Біля нього була зимова ставка Берке. Еннувері згадує про зимовище Берке у випадку війни воєначальника іранського ільхана Хулагу, Ількая проти Берке: «Знову воювали в Дешт-і-Кипчак, й незабаром Беркая (знову) змусили до втечі. Емір Ількай слідом за ним перейшов через кордон річки Терек й бешкетував в зимовищі Беркая». У 16 сторіччі зимовим стійбищем Казиєва улусу залишався «Мажаров-Юрт» над річкою Кума.

## Курганні могильники улусу Берке
В улусі Берке виявлено 74 поховання «язичницького періоду» 13-14 сторіччя. За порівнянням поховального обряду поховань за Германом Федоровим-Давидовим превалюють традиційні типи АI (25,6 %) та ДІ (16,2 %), а також поховання різновиду ДІ — поховання у ямі з заплечинами (13,5 %). Дещо менше за улус Сартака виявлено поховання домонгольського половецького типу ВI (9,4 %). Поховання з конем з характерними комплексами з західною орієнтацією та цілим кінським кістяком, розташовані на сходині або у вхідній ямі підбою (БXIV, БXIV й БХІХ — 6 поховань.), а також в окремій ямі (БХХІ, БХХІІ — 5 поховань). Подібно до улусу Сартаку поширена північна орієнтація померлого. Окрім типу АI традиційність поширена на тип AIV тюркських поховань у могильних ямах з заплечинами також зорієнтовано на північ. Автохтонні поховання Половецького степу з конем широко представлено західними типами Половецького степу, що вказує на збереження злиття рис знищенного еля хана Отрака, що виник на початку 12 сторіччя внаслідок міграції на південний схід різних половецьких об'єднань.
За «мусульманського періоду» 14-15 сторіч в улусі Берке виявлено 39 поховань, у яких відзначено менші впливи шаріату на надволзькі улуси Бату та Сартаку, що пояснюється віддаленістю західного степу від центру ісламізації. Спрощений варіант мусульманського поховання, частіше у простій ямі із західним орієнтуванням (АI — 81,9-90,4 %), рідше — поховання з перекриттям або у труні, як правило, без будь-яких споруд курганного насипу. Традиційний для ісламу поворот тіла або голови на південь (кибле) також відзначено вкрай рідко, при цьому в окремих випадках навіть орієнтування поховання було не завжди західним (ВI — 7,7 %). Іслам у степу поширювався хвилеподібно, а у 14-15 сторіччях, коли більшість золотоординських міст Надволжя лежало в руїнах, — поширювався  суфійськими орденами.